# Vladivostok
Vladivostók (rusko Владивосто́к, Vladivostók, kitajsko: 海参崴, hǎi cān wǎi ali 符拉迪沃斯托克, fú lā dí wò sī tuō kè) je mesto na skrajnem jugovzhodnem delu Ruske federacije. Je matično pristanišče Tihooceanske flote Ruske vojne mornarice in upravno središče Primorske pokrajine (Primorski kraj). Rusko ime mesta pomeni »nadzor vzhoda«. V kitajščini je mesto znano tudi kot 海参崴 (pinjin Hǎishēnwēi, Hajšenvej).
Mesto je imelo leta 2021 približno 600.000 prebivalcev in je največje ter najpomembnejše na Daljnem vzhodu Rusije.
Mesto je končna točka glavne smeri transsibirske železnice in ima ogromno transportno železniško postajo ter tudi letališče. V Vladivostoku je muzej, gledališče, operna in baletna dvorana ter več knjižnic.

## Zgodovina
Po starih kitajskih virih naj bi bili bregovi v okolici mesta, kjer se danes nahaja Vladivostok, gosto naseljeni. Množica arheoloških najdišč to teorijo potrjuje.
Zaliv Petra Velikega, kjer je mesto Vladivostok, je v Evropi postal znan šele leta 1852 po zaslugi francoske kitolovke, ki je v zalivu Posjet prebila zimo. Po nekaterih podatkih naj bi ista kitolovka leta 1851 obiskala tudi zaliv Zlati rog (rusko Золотой Рог).
Leta 1851 – v času Krimske vojne – je ladja Winchester, ki je pripadala angleško-francoski eskadri, med iskanjem ruske eskadre zaplula v zaliv Zlati rog. V tem času je zaliv še nosil kitajsko ime, ki je v prevodu pomenilo »zaliv zlate morske kumare«. Angleži so zaliv poimenovali po svoje: Port May.
Leta 1859 je pozornost generalnega guvernerja Vzhodne Sibirije Nikolaja Nikolajeviča Muravjova – Amurskega na plovbi ob bregu zaliva Petra Velikega pritegnil dobro skrit zaliv. Zaliv ga je spominjal na zaliv Zlati rog v Konstantinoplu zato je predlagal, da ga poimenujejo z istim imenom. Izdal je ukaz, da naj se na bregu zaliva postavi vojaška točka, ki jo je poimenoval Vladivostok. Ime si je zamislil po vzgledu trdnjave Vladikavkaz iz konca 18. stoletja. Sestavljeno je iz dveh besed: «владеть» (rusko) – vladati in «Восток» (rusko) – Vzhod.
20. junija (po gregorijanskem koledarju 2. julija) 1860 je tovorna ladja Mančžur pod vodstvom kapitana Alekseja Karloviča Šefnerja zgradila vojaško točko, ki se je takrat že uradno imenovala Vladivostok. V kapitanovem dnevniku je bilo ob tej priložnosti zapisano: »Tega dne so bili z namenom, da zasedejo svoja mesta, na kopno poslani: en višji oficir, 2 nižja častnika, 37 vojakov 4. linijskega bataljona.« Vojaki in mornarji so pod vodstvom praporščaka Komarova začeli z gradnjo vojaške postojanke.
Mesec dni po prvem izkrcanju na breg Vladivostoka je v Zaliv Zlati Rog priplula korveta Gridenj pod vodstvom kapitana G. H. Egeršelda. Korveta je imela dve nalogi: braniti vojaško postojanko Vladivostok in oskrbovati garnizon s potrebnimi zalogami.
Leta 1862 se je status mesta iz vojaške postojanke spremenil v pristanišče, zaradi povečanja zunanje trgovine pa so mu podelili status svobodnega pristanišča (Porto Franko).
Prvi otrok se je v Vladivostoku rodil leta 1863.
Leta 1871 so v Vladivostok iz Nikolajevska-na-Amuri preselili glavno bazo Sibirske vojaške flotilje, rezidenco vojaškega guvernerja in druge pomorske inštitucije. V istem letu so s podvodnim telegrafskim kablom Vladivostok povezali z mesti Šanghaj in Nagasaki.
Stalna ladijska povezava Vladivostoka z Sankt Peterburgom in Odeso je bila vzpostavljena leta 1879. 
Leta 1880 so Vladivostok (skupaj s polotokom Muravjov-Amurski in otokom Ruski) predali v posebno »vojaško guvernerstvo« in mu podelili status mesta.
16. marca 1883 je car Aleksander III. potrdil prvi grb mesta. 
Leta 1888 je Vladivostok postal center Primorskega okraja.
Leta 1893 so odprli železnico med Vladivostokom in Nikolskom (Usurijsk), leta 1897 je bila zgrajena železnica na relaciji Vladivostok – Habarovsk, leta 1903 pa po Transsibirski železniški magistrali še železniška povezava do Moskve.
V 90. letih 19. stoletja se je Vladivostok postopoma spreminjal v center ruske kulture na Daljnem Vzhodu. Ravno tako je bilo mesto organizacijski center ekspedicij ruskih popotnikov in znanstvenikov kot so N. M. Prževalski, Stepan Osipovič Makarov, V. K. Arsenjev, V. L. Komarov (kasneje predsednik Akademije znanosti ZSSR) in drugi. Leta 1899 so v Vladivostoku odprli Vzhodni inštitut.
Po vzpostavitvi sovjetske oblasti leta 1917 se je vodstvo v mestni upravi večkrat zamenjalo: izkrcavali so se japonski, angleški, francoski in ameriški vojaški intervencijski desanti.
Leta 1918 so ga zasedle češkoslovaške legije z več kot 60.000 možmi. Kasneje so prispele tuje okrepitve sporazuma in Japonci. Poleg tega so se do leta 1922 bela vojska in njihovi podporniki umikali z vojne raztrganega Zahoda, kar je povzročalo močno povečanje prebivalstva – s 97.000 na 410.000, potem ko je sovjetska oblast sčasoma večinoma pobegnila v ZDA. Češkoslovaške legije, izčrpane s svojo dolgo potjo po Sibiriji in z letom dni za vrnitev v svoj novi narod, so se vrnile v Češkoslovaško preko pristanišča v Vladivostoku, po vsem svetu. Vse zajdovske sile so bile evakuirane do konca leta 1920, za razliko od Japoncev, ki so ostali do leta 1922.
V letih med 1920–1922 je bil Vladivostok center Daljne-vzhodne republike. Od leta 1938 je Vladivostok center upravne enote Primorska regija.
Ker je leta 1958 Vladivostok postal pomorska baza sovjetske Tihooceanske flote, je bil 30 let zaprt za tujce, edina izjema v tem času je bil obisk ameriškega predsednika Geralda Forda in njegovega spremstva. 20. septembra 1991 je predsednik RSFSR Boris Jelcin podpisal ukaz št. 123 »O odprtju Vladivostoka za tuje državljane«. Zakon je stopil v veljavo 1. januarja 1992.
30. marca 2005 je bil na zasedanju zakonodajnega zbora Primorskega okraja sprejet predlog zakona »O statusu mesta Vladivostoka – administrativnega centra Primorskega okraja«, vendar ga je guverner Primorskega okraja Sergej Darkin zavrnil.

## Geografija
Mestni okraj Vladivostoka zajema ozemlje polotoka Muravjova – Amurskega  vključno z naseljem Trudovoj, otoke Ruski, Popov in Rejneke ter polotok Pesčani (Peščen). Mesto se razteguje na približno 30 kilometrih s severa proti jugu in na skoraj 10 kilometrih z zahoda na vzhod (brez polotoka Pesčani). Obkrožata ga Amurski in Usurski zaliv, ki predstavljata del večjega Zaliva Petra Velikega v Japonskem morju.
Po podatkih iz katastrske knjige na dan 1. januar 2005 skupna površina ozemlja znotraj mestnega okraja Vladivostok znaša 56.154 ha ali 561,54 m2. Otok Ruski, ki je največji otok v mestnem okraju, je velik 9.764 ha. Površina ostalih 33-ih otokov, ki ravno tako sodijo v mestni okraj, znaša 2.915 ha.
Zaliv Zlati Rog, okrog katerega leži mesto, predstavlja udobno mesto za privez ladij. V Vladivostoku se nahajata trgovsko in ribiško pristanišče ter mnoga ladjedelniška podjetja. Ravno tako pa ima zaliv tudi slabe strani, saj s tem, ko deli mesto na dva dela, predstavlja oviro za razvoj prometnih povezav. Obstajajo projekti izgradnje mostu čez zaliv, vendar pa zaenkrat še noben izmed njih ni bil izveden.
Najvišja točka starega dela mesta je vzpetina Orlovsko gnezdo z nadmorsko višino 199 m (po nekaterih podatkih 214 m). Najvišja točka na ozemlju celotnega mesta je hrib Holodilnik (Hladilnik) z nadmorsko višino 257 m. V okolici mesta je tudi nekaj višjih vzpetin – najvišja med njimi je gora Vagrina z nadmorsko višino 458 m. Na vrhu gore je največja utrdba trdnjave Vladivostok: Utrdba št. 2 carja Petra Velikega.
- Zemljepisne koordinate:
  - Zemljepisna širina: 43°7′
  - Zemljepisna dolžina: 131°54′ в. д.

Mesto je od Moskve v zračni liniji oddaljeno 6430 km. 
Zračne razdalje do drugih mest: 
- Bangkok: 5600 km
- Seul: 750 km
- San Francisco: 8400 km
- Tokio: 1050 km

Časovni pas:
+7 MSK in +10 GMT.

## Podnebje
Povprečna letna temperatura: 4,3 °C.
Povprečna temperatura v avgustu : 20,2 °C.
Najvišja izmerjena temperatura: +34,1 °C (zabeležena 21. avgusta 1921 in julija 1939).
Povprečna temperatura v januarju: −13,7 °C.
Najnižja izmerjena temperatura: −30,3 °C. (zabeležena 10. januarja 1931)
Povprečna letna količina padavin: 722 mm.
Rekordna količina padavin zabeleženih v obdobju 24 ur: 244 mm (13. julija 1990, v času tajfuna Robin).

### Zima
V času zime v Vladivostoku prevladuje suh in hladen kontinentalni zrak, ki povzroča jasno vendar hladno vreme. Skozi celotno zimo je v mestu po navadi 18 oblačnih dni in približno 27 dni s padavinami. Padavine so v glavnem sneg. Snežni meteži so v povprečju dolgi 8 – 9 dni. Pogosto se med snežnimi meteži dogaja, da je veter piha tudi s hitrostjo do 15 – 20 m/s. Le-ta največkrat skupaj s snegom povzroči zastoje v prometu.

### Pomlad
Za pomladni čas je značilno pogosto menjavanje otoplitev in ohladitev. Nekajkrat so zabeležili temperaturno razliko znotraj enega dne tudi do 10 – 15 °C.

### Poletje
V povprečju (nekoledarsko) poletje v Vladivostoku traja približno 142 dni. Najdaljše poletje so zabeležili leta 1967 (174 dni), najkrajše pa leta 1969 (116 dni). 
Za poletje je značilno nestalno vreme. V prvi polovici prevladujeta oblačnost in megla. Največ nalivov, ki so del tajfunov, ciklonov in front, se zgodi ravno poleti.

### Jesen
Jeseni so v Vladivostoku v glavnem jasne, suhe in tople. 
Prve zmrzali se v mestu po navadi začnejo med 24. in 26. oktobrom, lahko pa tudi prej (okrog 7. oktobra). Megla se jeseni v mestu zadržuje 2 – 3 dni. Prvi sneg zapade v povprečju 18. novembra, zabeležili pa so tudi že zgodnejše snežne padavine (19. novembra). 
Hitrost vetra jeseni naraste do 7 m/s.

## Demografija
Število prebivalcev: 600.871 (2021).
Od 1958 do 1991 je mesto imelo status zaprtega mesta – v njem so lahko živeli oz. ga preprosto obiskali izključno državljani ZSSR. 
Do konca 30-ih let 20. stoletja so v mestu živele dokaj velike kitajske, japonske in korejske skupnosti.
Nekateri strokovnjaki govorijo o t. i. »kitajski ekspanziji« v sodobnem času, vendar pa teh trditev ne potrjuje nobena realna statistika o legalnih oz. ilegalnih priseljencih iz Ljudske republike Kitajske.
| Leto      | 1897 | 1923  | 1926  | 1939  | 1956  | 1959 | 1962 | 1967  | 1970  | 1973  |
| Št. preb. | 28.9 | 98.9  | 102.5 | 206.5 | 265   | 291  | 325  | 397   | 441   | 481   |
| Leto      | 1976 | 1979  | 1982  | 1986  | 1989  | 1992 | 1996 | 1998  | 2000  | 2001  |
| Št. preb. | 521  | 549.7 | 576   | 608   | 633.8 | 648  | 627  | 618.6 | 606.2 | 601.4 |

## Muzeji
- Primorski državni združeni muzej V. K. Arsenjeva
  - Muzej V. K. Arsenjeva
  - Spominska hiša V. K. Arsenjeva
  - Muzej Hiša družine Suhanovih
  - Mednarodno rastavno središče V. K. Arsenjeva
  - Muzejski tramvaj «Hakodate - Vladivostok»
- Vojaško – zgodovinski muzej Tihooceanske
- Muzej «Trdnjava Vladivostok»
- Spominska podmornica S-56
- Zgodovinsko-tehnični muzej starinskih avtomobilov
- Znanstveni muzej Daljnevzhodne državne univerze
  - Arheološki in etnografski muzej
  - Zoološki muzej
  - Muzej redkih knjig
  - Muzej zgodovine univerze
- Muzeji Daljnevzhodnega oddelka Ruske akademije znanosti
  - Muzej Inštituta za zgodovino, arheologijo in etnografijo
  - Mineraloški muzej Daljnevzhodnega inštituta za geologijo
  - Muzej Inštituta za biologijo morja
- Muzej organov za notranje zadeve
- Muzej Daljnevzhodne državne tehnične univerze
- Muzej strokovne tehnične izobrazbe
- Puškinov muzej
- Oceanarij

## Religija
V večnarodnem Vladivostoku so zastopane praktično vse svetovne religije in veliko število narodnih in sinkretističnih veroizpovedi. Po številu pa je največ kristjanov pravoslavne veroizpovedi.

## Promet
Mesto je priključeno na velik prometni vozel Transsibirsko železnico, v mestu je pristanišče in letališče.
Javni promet v Vladivostoku obsega: tramvaj, avtobus, trolejbus, mestno in primestno nadzemno železnico, vzpenjačo. Bolj oddaljena naselja mesta, ki se nahajajo na otokih ali pa jih od centra ločuje zaliv Zlati Rog, so z mestom povezana z vodnimi linijami trajektov in gliserjev.
Letališče »Vladivostok« se nahaja 44 km severno od mesta. Železniški in cestni javni promet je dobro organiziran. Letališče sestavljata dva terminala:
- Ozjornie ključi je terminal za letala lokalnih letalskih družb. Ima dve vzletno-pristajalni stezi z umetno površino (širina: 21 m, dolžina: 1000 in 600 m).
- Kneviči je terminal za letala vseh tipov. Ima dve vzletno-pristajalni stezi z umetno površino: prva je dolga 3500 m in široka 60m, trdota površine ustreza PCN 44/R/B/X/T  (mešani), druga je dolga 2700 m in široka 60 m, trdota površine pa ustreza PCN 28/R/B/X/T

## Mednarodni odnosi
V Vladivostoku je sedež izpostave Ministrstvo za zunanje zadeve RF Arhivirano 2006-02-21 na Wayback Machine..
V Vladivostoku se nahajajo konzulski sedeži sledečih držav:
- Generalni konzulati
  1. Indija
  2. Japonska
  3. Kitajska (oddelek generalnega konzulata, ki se drugače nahaja v Habarovsku)
  4. Severna Koreja (konzulat se nahaja v mestu Nahodka, Vladivostok sodi v njegovo pristojnost)
  5. Južna Koreja
  6. Ukrajina
  7. Vietnam
  8. ZDA
- Častni konzulati
  1. Avstralija
  2. Armenija
  3. Bangladeš
  4. Filipini
  5. Kanada
  6. Nemčija
  7. Nova Zelandija
  8. Tajska
  9. Združeno kraljestvo

Vladivostok je pobraten z naslednjimi mesti:
- San Diego (Kalifornija) in Tahoma (Washington) v ZDA;
- Niagata, Akita in Hakodate na Japonskem;
- Pusan v Republiki Koreji;
- Daljan na Kitajskem.

Poleg tega je mesto podpisalo prijateljske pogodbe o sodelovanju tudi z mesti Šanghaj Jantai na Kitajskem. Za vodstvo teh mest imajo te pogodbe enako vrednost kot sporazumi o pobratenju mest.